# Winterheart’s Guild
A Winterheart’s Guild a Sonata Arctica együttes 2003-ban megjelent harmadik nagylemeze.

## Számlista
(mindegyik dalt Tony Kakko írta)
1. Abandoned, Pleased, Brainwashed, Exploited – 5:37
2. Gravenimage – 6:58
3. The Cage – 4:37
4. Silver Tongue – 3:58
5. The Misery – 5:08
6. Victoria's Secret – 4:43
7. Champagne Bath – 3:57
8. Broken – 5:18
9. The Rest of the Sun Belongs to Me – 4:22 (Bónusz dal a japán és a dél-koreai kiadáson)
10. The Ruins of My Life – 5:14
11. Draw Me – 4:05

## Közreműködők
- Tony Kakko – ének, billentyűs hangszerek
- Jani Liimatainen – gitár
- Marko Paasikoski – basszusgitár
- Tommy Portimo – dob
- Jens Johansson – szintetizátorszóló a „The Cage”, a „Silver Tongue”, a „Victoria's Secret” és  a „Champagne Bath” című dalban

## Érdekessségek
Szintén a Winterheart’s Guild címet kapta egy Zelian Games által kiadott RPG akciójáték; inspirációjuk a Sonata Arctica volt, és ők is fogják megalkotni a játék zenei aláfestését. További információ található a hivatalos oldalon.